# Pierre Aepli
Pierre Aepli, né le 26 décembre 1940 à Rolle, est un commandant de la Police cantonale vaudoise et président de la Conférence des commandants des polices cantonales. 

## Biographie
Pierre Aepli est licencié en science politiques de l’Université de Genève, diplômé de l’IMEDE (aujourd’hui IMD) et de la FBI National Academy de Quantico en Virginie.
Après des stages et des études en Allemagne et en Angleterre, il a travaillé pendant 16 ans dans l’économie privée, à la direction générale d’un groupe de vin international. En 1982, il a pris le commandement de la Police cantonale vaudoise. Il a présidé la Conférence des commandants des polices cantonales de Suisse. Dans ses fonctions, il a initié, conduit ou participé à nombre de projets de réformes de la sécurité sur le plan cantonal et suisse. Sur le plan cantonal, il a restructuré la police en la regroupant dans un complexe qui demeure, aujourd’hui encore, l’un des plus modernes de Suisse. Ses efforts ont aussi porté sur le développement du renseignement afin d’en faire, avec l’aide de l’informatique, une aide efficace pour les engagements opérationnels. Sa volonté de renforcer les activités de prévention s’est traduite par une plus grande collaboration avec la population. C'est ainsi qu'ont été mis en place des gérants de sécurité et des réseaux de surveillance de voisinage à l’image de ce qui se fait dans les pays anglo-saxons. L’effort porté sur la communication a visé à mieux faire comprendre ce qu’est la police. Le secteur des ressources humaines a été profondément remanié par l’instauration d’un nouveau système d’évaluation et de promotion permettant une meilleure sélection et préparation des cadres. L’effort de modernisation s’est aussi exprimé par la volonté de rationaliser le système policier vaudois. Le projet Police 2000, lancé en 1993, l’a, au travers de nombreuses vicissitudes, simplifié sans parvenir toutefois, à ce stade, à réellement doter le canton d’une organisation répondant aux défis de notre époque. Il a également assumé, au niveau de l’État, différentes responsabilités dans plusieurs domaines. Il a mis sur pied et conduit l’état-major de crise pour répondre aux problèmes provoqués par les premières vagues de demandeurs d’asile. C’est dans ce contexte qu’ont été créées les structures permanentes qui s’occupent aujourd’hui de ce problème. Il a profondément remanié le plan ORCA (organisation de conduite en cas de catastrophe) et le service sanitaire coordonné et aussi participé aux opérations d’économies au sein des groupes stratégiques mis sur pied par le Conseil d’État pendant les années de crise financière de la fin du 20è siècle.
Pendant sa présidence de la Conférence des commandants suisses, il a conduit le projet Polizei XXI dont le but était de surmonter certaines faiblesses de l’organisation policière de notre pays en regroupant sur le plan intercantonal certaines activités pour leur conférer une taille critique permettant de traiter de façon plus adéquate des fonctions difficilement maîtrisables par les cantons seuls. C’est ainsi que la formation des policiers a été regroupée dans quelques centres intercantonaux et que d’autres coopérations ont été développées. Il reste cependant un vaste champ d’amélioration à exploiter. L’échec du projet USIS (conduit à l’échelon de la Confédération) visant à revoir toutes les formes et modalités de la coopération entre les acteurs du système de sécurité a nui à Polizei XXI qui en aurait bénéficié.
Après sa retraite en 2002, il a dirigé le Comité de planification du G8 en 2003 et il a été chargé de cours à l’école des sciences criminelles de la faculté de droit de l’Université de Lausanne. Il a effectué divers mandats dans le domaine de la sécurité et de l’organisation des entreprises. Sur le plan international, il a collaboré avec le Conseil de l’Europe pour promouvoir le Code européen d’éthique de la police  et le Centre de contrôle démocratique des forces armées de Genève (DCAF) dans de nombreuses missions de conseil et d'expertise dans le cadre des réformes du secteur de la sécurité, notamment dans les Balkans, les ex-républiques soviétiques, l’Indonésie, la Palestine, la Libye et le Maroc. 
À l’armée, colonel, il a commandé un régiment d’infanterie.
Il est officier de l’ordre du mérite français.
il a publié de nombreux articles sur des thèmes consacrés à la  sécurité et à la géopolitique  et donne régulièrement des conférences sur ces sujets. ubIl est l’auteur principal du livre Decision-Making in Policing et a coordonné pour le DCAF l’édition du Toolkit on Police Integrity. Il a publié plusieurs articles consacrés au domaine de la sécurité et donné de nombreuses conférences, en Suisse et à l’étranger. Son livre Occident, hier, aujourd’hui, demain, a paru au début de 2014 et son ouvrage L’ordre européen et la question allemande, d’Othon Ier à Guillaume II en 2017. En 2019, il a publié Chaos ou ordre nouveau ?              
Pour succéder à Pierre Aepli au poste de commandant de la Police cantonale vaudoise, le Conseil d'État choisit Eric Lehmann, ancien journaliste, directeur général de Provins et président de la Société suisse de radiodiffusion et télévision (SSR). Ce dernier quitte ce poste en 2009. Il est remplacé par Jacques Antenen.

## Sources
- « Pierre Aepli », sur la base de données des personnalités vaudoises sur la plateforme « Patrinum » de la Bibliothèque cantonale et universitaire de Lausanne.
- 24 Heures - La Côte, 2005/09/05, p. 21 avec photographie
- Le Matin > Pierre Aepli: à 61 ans, l'ancien commandant de la police cantonale vaudoise se concocte une retraite active. 14 novembre 2002 [lire en ligne]
- Pierre Aepli désigné coordinateur suisse pour le Sommet du G8 d'Evian
- On attend du policier qu’il soit à la fois éducateur et Rambo, L’illustré, interview, 25.08.2004
- Schengen apporte-t-il plus ou moins de sécurité ? Le Temps, débat, 6.05.2005 [lire en ligne]
- Mettons-nous d’accord sur des valeurs communes, Bonne nouvelle, interview, juin 2005
- Communautés et cohabitation, Réforme, interview, 30.06.2005
- Il faut écouter la majorité silencieuse des musulmans, La Côte, article, 19.01.2006
- Une sécurité à repenser, La Gruyère, interview, 18.02.2006
- Une police inadaptée est inefficace, Migros Magazine, interview, 23.04.2007
- Face au djihad, l’atomisation de nos polices nous affaiblit, 24 heures, interview, 15.01.2015
- L’ancien policier scrute l’avenir de l’Occident, 24heures, portrait, 10.03.2015